# Chiesa di Santa Maria Assunta (Coriano)
La chiesa di Santa Maria Assunta è la parrocchiale di Coriano, in provincia e diocesi di Rimini; fa parte del vicariato della Valconca.

## Storia
La prima citazione di una cappella a Coriano, attestata come S. Marie in Corliano e filiale della pieve di San Savino, risale al 1059 ed è contenuta in un contratto di affitto del conte Everardo.

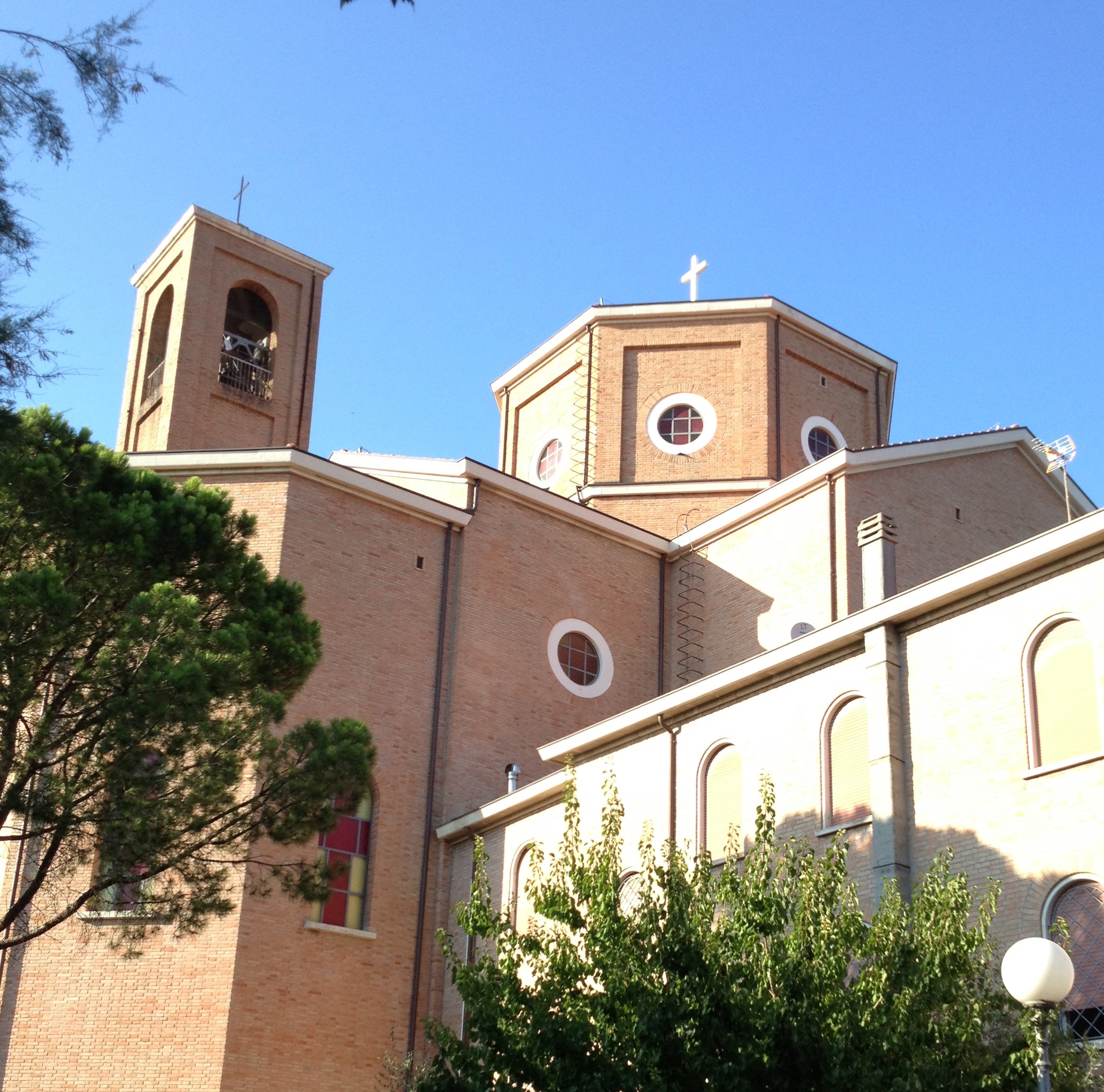
Vista del complesso parrocchiale dall'abside, con parte del campanile e della casa canonica

Nel 1209 la giurisdizione del vescovo di Ravenna sulla chiesa corianese venne confermata dall'imperatore Ottone IV; tuttavia, i maggiorenti del paese erano contrari all'influenza della diocesi di Ravenna e tennero nella chiesa una seduta per decidere il da farsi.

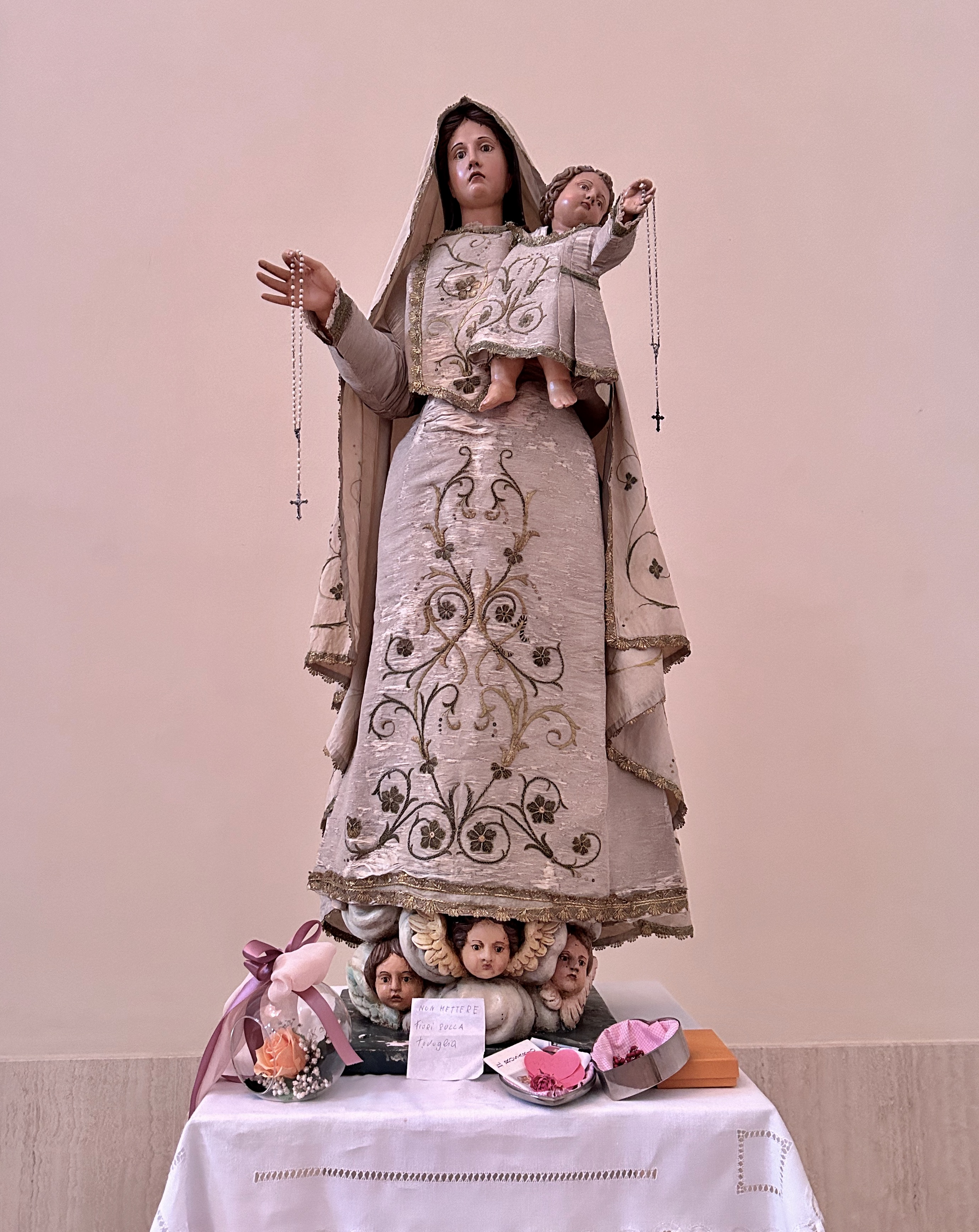
Immagine della Madonna del Rosario (XVIII-XIX sec.), scampata alle distruzioni belliche e custodita all'interno della chiesa.

All'inizio del XVI secolo la famiglia Sassatelli ottenne da parte papale il giuspatronato della chiesa.
Nel 1609 venne consacrata la nuova chiesa, la cui abside era rivolta a levante e al cui interno erano collocati sette altari.
Alla fine del XVIII secolo, come stabilito dal vescovo Vincenzo Ferretti, la circoscrizione plebanale di San Savino venne soppressa e la chiesa divenne sede del vicariato di Coriano.

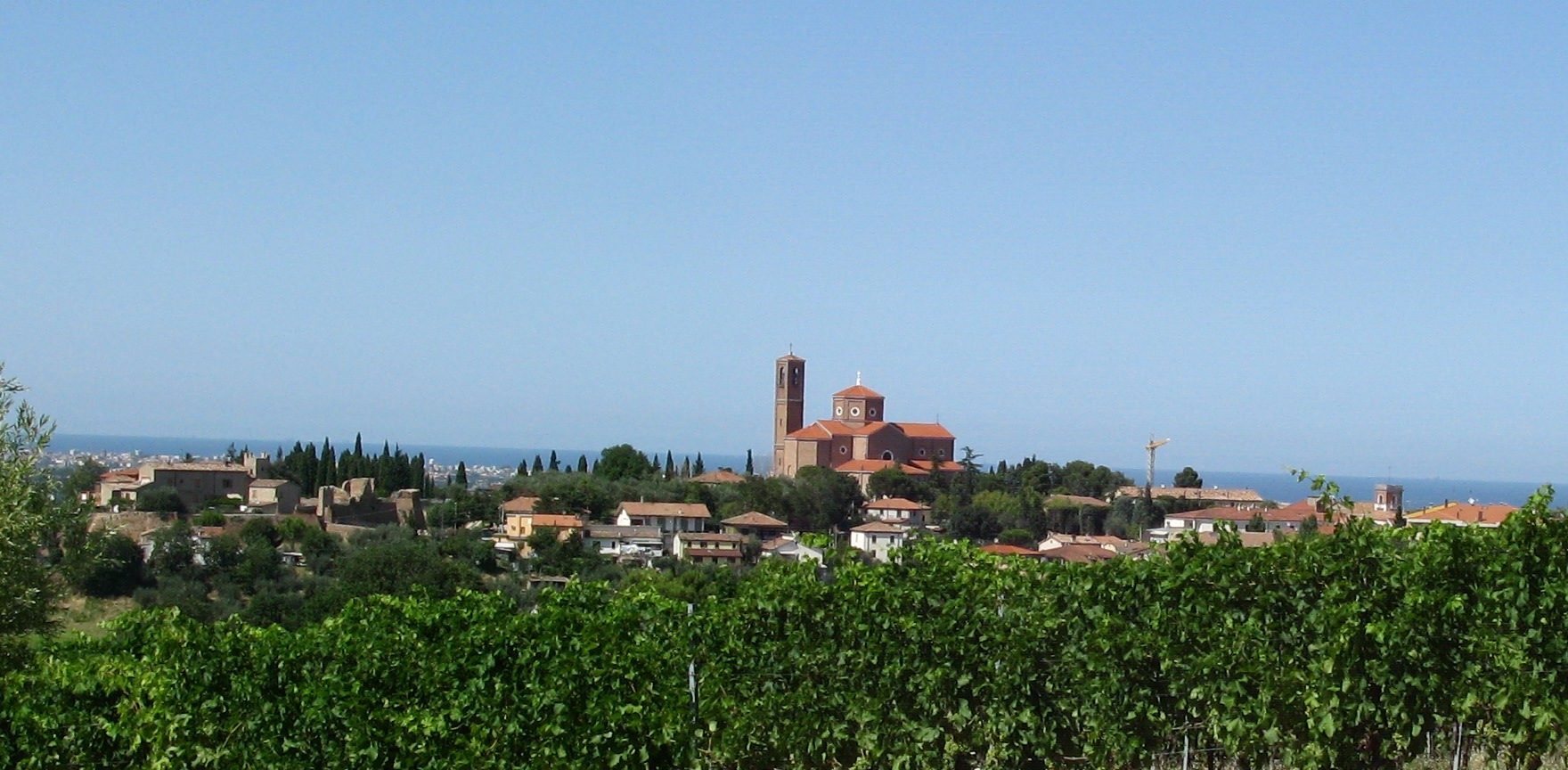
La chiesa sulla cima del colle di Coriano

Nel 1941 una bolla del Vescovo di Rimini ha fregiato la chiesa del titolo di "Santuario del Santissimo Crocifisso", con festa triennale la terza domenica di settembre.
Nel 1944 l'edificio fu raso al suolo dai bombardamenti durante la seconda guerra mondiale.
Dopo aver abbattuto i ruderi e gettato le fondamenta, occorrerà attendere il 1951 per poter vedere l’inizio dei lavori di costruzione della nuova chiesa, in una Coriano che lentamente si sta riprendendo dagli sconvolgimenti della guerra: il 14 maggio 1951 si celebra la posa della prima pietra, e il 13 settembre 1953 la nuova chiesa viene solennemente inaugurata. Nel momento in cui si mette mano alla ricostruzione, sul tavolo vi sono due progetti: uno risale agli anni ’30, quando si era ipotizzato, infruttuosamente, di rinnovare la vecchia chiesa, forse non più funzionale alle esigenze della popolazione; il secondo non è datato, ma probabilmente risale all’immediato dopoguerra, e presenta una chiesa che ha forme sommariamente riconducibili alla Santa Maria Assunta attuale, ma molto più elaborate nei decori e nelle rifiniture. Con ogni probabilità, l’ambizioso progetto iniziale era divenuto troppo dispendioso in quel frangente, economicamente stagnante, e forse anche in ragione di una diversa valutazione dei danni di guerra da parte del Genio Civile: di fatto, eliminati tutti gli abbellimenti, si lasciò spazio ad un edificio che, rispettoso nelle dimensioni del progetto di don Mondaini (a causa delle fondamenta che, come detto, era state gettate all’indomani della fine della guerra), risulta però semplicissimo nelle forme sia all’interno che all’esterno.  A testimonianza dell’impegno profuso da don Michele nel reperire i finanziamenti per la costruzione, rimangono alcune delle circa 16.000 lettere inviate nel 1945 a tutti i CLN e alle amministrazioni comunali d’Italia. Poco dopo la fine dei lavori di costruzione della chiesa, si mise mano anche alla riedificazione del campanile. Quello che ne risulta è un edificio di 45 metri di lunghezza, 24 di larghezza nel transetto, 28 metri di altezza nel colmo della cupola e 40 metri di campanile. A partire dall’estate del 2003, forse anche a causa dell'intensa siccità cominciarono ad apparire varie incrinature nella muratura, sia all’interno che all’esterno, sintomo di un cedimento strutturale dell’edificio. Tra il 2006 e il 2007 la chiesa fu completamente restaurata e consolidata. Nell’occasione, anche l’interno fu ripensato: furono sostituiti tutti gli arredi del presbiterio (eliminato il supporto che reggeva il crocifisso, il tabernacolo, altare e ambone), eliminati gli altari laterali e chiuse le cappelle laterali di destra. Quel che ne risulta è un interno spoglio ma imponente, luminoso e coerente negli stili. Non tutto ciò che era custodito nella parrocchiale del XVII secolo è andato perduto: recuperati tra le macerie, alcuni tra le opere e gli oggetti lì presenti sono stati ricollocati nella chiesa attuale. 
Nel 1946 venne posta la prima pietra della nuova parrocchiale, che venne portata a termine nel 1953 .
Agli inizi degli anni 2000 l'edificio risultava instabile a causa del terreno poco solido su cui sorge e, pertanto, tra il 2006 e il 2007 fu oggetto di un importante intervento di ristrutturazione e di consolidamento.

## Descrizione

### Esterno
La facciata, composta da mattoni faccia a vista e a salienti, presenta nella parte centrale il portale d'ingresso e la grande finestra inscritti in un doppio arco a tutto sesto, mentre le ali laterali sono caratterizzate da due piccoli oculi.

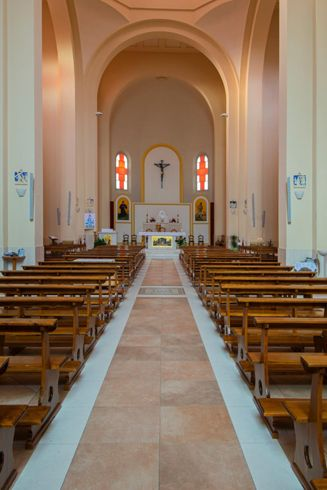
L'interno

Il campanile, annesso alla chiesa, raggiunge un'altezza di 47 metri e presenta all'altezza della cella una monofora per lato.

### Interno
L'interno dell'edificio si articola in tre navate e nel transetto; il punto in cui quest'ultima interseca l'aula è coperto dalla cupola. Il pavimento è costituito da mattonelle quadrate color cotto, alternate a mattonelle rettangolari bianche.
Opere di pregio qui conservate sono l'antico crocifisso ligneo risalente al XIII secolo, con barba e capelli veri, oggetto nei secoli di una forte venerazione popolare per via della tradizione che lo ritiene miracoloso; la statua della Madonna del Rosario (risalente al XVIII secolo), in legno di pero e vestita di abiti tradizionali ottocenteschi; i dipinti su tavola in stile bizantino, realizzati in occasione dell'ultimo restauro della chiesa e incastonati nell'altare e nell'ambone (episodi di Emmaus e Annunciazione), posti a decorazione del fonte battesimale (Trinità, Battesimo di Cristo e altri episodi delle storie dell'Antico e Nuovo Testamento legati alla simbologia dell'Acqua) e, da ultimo, della zona presbiteriale (Beata Elisabetta Renzi e San Sebastiano); vi sono inoltre simulacri del Sacro Cuore e di altri santi.